# 케르베로스 (카드캡터 사쿠라)
케르베로스(ケルベロス, 통칭:  케로짱)는 《카드캡터 사쿠라》의 등장인물이며, 크로우 카드의 수호자 중 하나이자 '봉인의 파수꾼'이다.

## 소개
'봉인의 파수꾼' 케르베로스. 이하 케로는, 사쿠라(번안: 유체리)가 아버지인 후지타카(번안: 유익한)의 서고에 있던 책을 펼치며 날아가 버린 《크로우 카드》와 함께 깨어난다. 크로우 카드를 다시 모으기 위해 선정자 케로는 사쿠라의 마력을 인정하여 카드 캡터로 임명하고, 사쿠라와 함께한다. 명량하고 활기찬 성격으로, 나르시시즘 적인 면이 있다. 크로우 카드가 봉인되어 있던 책 표지에 진정한 모습이 그려져 있는데, 봉인이 풀리기 전까지 약 30년 동안 졸고 있었으며, 책이 오랫동안 오사카에 있던 영향으로 오사카 사투리로 말한다. 케로를 상징하는 태양의 특성으로 음식을 섭취함으로써, 스스로 마력을 보급한다. 디저트와 타코야끼, 오코노미야끼를 좋아하며, 먹는 욕심이 많다.

크로우 카드와 관련된 사건이 없을 때엔 사쿠라의 방에서 TV게임을 즐겨한다. 원작에서는 사쿠라의 침대에서 잠을 자지만, 애니메이션 판에선 사쿠라의 책상 밑 맨아래에 있는 큰 서랍에서 잠을 잔다. 사쿠라가 대지의 카드인 '얼디'를 마지막으로 봉인하고 드디어 진정한 모습을 되찾지만, 평소에는 솜인형의 모습으로 있을 때가 많다.

클리어 카드 편에서는 원작에서뿐만 아니라, 애니메이션 판에서도 사쿠라의 침대에서 잠을 잔다.

### 기타
- 클램프의 다른 작품인 《xxx홀릭》의 등장인물이자 크로우 리드에 의해 만들어진 '모코나' 일행과 안면이 있다.
- 케로의 일본 성우들은 오사카 출신이다.